# Trina Omaira
Trina Omaira Salerno Encinozo (San Fernando, Venezuela, 20 de abril de 1922 - Caracas, Venezuela, 2 de julio de 2013) fue una reconocida mujer heroína de la ciudad de San Fernando de Apure, a quien se nombró con el título de «La domadora del Apure» al haber cruzado a nado el río Apure el día 24 de septiembre de 1932 a la edad de 10 años, siendo un hecho registrado como noticioso y extraordinario en la prensa nacional de la época. Hija del inmigrante italiano José Salerno, quien se estableció en la ciudad a finales del siglo XIX, y de madre apureña; se casó en 1942 con Héctor Saldeño, quien años más tarde fuera nombrado gobernador del Estado Apure. De este matrimonio nacieron cinco hijos, cuatro de ellos en Caracas, donde se estableció la familia años más tarde. Murió en 2013 en Caracas y su cenizas fueron esparcidas en el río Apure, en una ceremonia dónde 21 jóvenes entre 12 y 19 años de los clubes de natación que entrenan en la piscina Trina Omaira de San Fernando, cruzaron 600 metros del río a nado en su honor.

## Hazaña histórica
Trina Omaira es reconocida localmente por cruzar el río Apure a nado al contar con solo 10 años de edad. El hecho fue difundido por la prensa nacional e internacional en su época. Dado a este evento, su personalidad la hizo merecedora de reconocimiento ilustre en la ciudad donde varios lugares llevan su nombre.
El hecho, narrado por Trina Omaira en su tercera edad, comenzó por una apuesta de su padre, José Salerno Melo (Pipo), cuando un colombiano de nombre Durán lo alentó a reconocer con dinero su hazaña de haber cruzado a nado el río Apure, lo cual menospreció Salerno aludiendo que su hazaña no era tal puesto que hasta su hija de 10 años podría hacerlo. De allí que el sábado, 23 de septiembre de 1932, tras consultar a su hija y esta afirmar que podría lograrlo, se reunieron en San Fernando, en la ribera norte en el sector Puerto Miranda junto a una multitud enterada del hecho, donde incluso se hizo presente el presidente del Estado Apure - título que correspondía al gobernador - para cumplir el compromiso de la apuesta.
La heroicidad del hecho se sostiene en la corta edad de Trina Omaira en el momento, las condiciones de nado y el corto tiempo de 30 minutos:

«El río Apure medía frente a la ciudad, en línea recta perpendicular, más o menos un kilómetro y esta distancia se doblaba porque la fuerza de la corriente sesgaba mucho la trayectoria del nadador y aun cuando ya había comenzado la caza de caimanes, muchísimos millares de ellos quedaban todavía.»
Julio César Sánchez Olivo - Cronista -, citado en «Apure en cuerpo y alma.»

## Hitos
En San Fernando, los siguientes lugares públicos llevan el nombre de Trina Omaira:
- Piscina Trina Omaira, el principal centro público de natación de la ciudad.
- Esquina de Trina Omaira, entre Av. Paseo Libertador y calle Bolívar en el casco central.